# Горщик каші (мультфільм)
«Горщик каші» (рос. «Горшочек каши») — радянський мальований мультиплікаційний фільм, випущений студією «Союзмультфільм» у 1984 році.

## Сюжет
Мультфільм знятий за мотивами казки братів Грімм.
Три гноми передали одній дівчинці чарівний горщик. За командою «Горщик, вари!» він береться варити найсмачнішу кашу. За командою «Горщик, не вари!» — припиняє. Дівчинка вирішила запросити гостей і як слід їх нагодувати. Вона поділилася секретом горщика з місцевим виробником ковбаси і м'ясних виробів Карлом Гагенбаком. Тому хитрістю вдається заволодіти горщиком, проте він дізнався від дівчинки лише перше заклинання.
Карл починає варити і продавати кашу, проте він не знає як змусити горщик зупинитися. Зрештою дівчинці, яка дізналася про те, що сталося, вдається промовити друге заклинання. Хоча робота горщика була зупинена, вулиці міста після цього випадку ще довго залишалися заповненими кашею. Гноми забирають у дівчинки горщик і зникають з ним.

## Автори
| режисер                   | Наталія Голованова |
| сценарист                 | Володимир Голованов |
| художник-постановник      | Галина Зуйкова |
| художники                 | Тетяна Зворикіна, Тетяна Макарова                                                                                        |
| художники-мультиплікатори | Анатолій Абаренов, Олександр Дорогов, Юрій Мещеряков, Олексій Букін, Володимир Крумін, Юрій Кузюрін, Віолета Колеснікова |
| оператор                  | Майя Попова |
| композитор                | Шандор Каллош |
| звукооператор             | Борис Фільчиков |
| ролі озвучували           | Людмила Гнилова, Євген Весник                                                                                            |
| редактор                  | Тетяна Папорова |
| монтажер                  | Ізабела Герасимова |
| асистент режисера         | Галина Чикіна |
| директор картини          | Ліліана Монахова |

## Українське двоголосе закадрове озвучення
Українською мовою озвучено студією «Так Треба Продакшн» на замовлення телеканалу «К1» у 2017 році. Ролі озвучували: Володимир Терещук і Олена Бліннікова.

## Відеовидання
Мультфільм неодноразово видавався на DVD у зібраннях мультфільмів: «Чудо-мельница», частина 2 («Союзмультфільм», дистриб'ютор «Союз»).